# Radomyshl
Radomyshl (em ucraniano:  Радомишль, em polonês/polaco:  Radomyśl, em iídiche:  ראַדאָמישל) é uma cidade da Ucrânia, situada no Oblast de Jitomir. Tem 6,5 km² de área e sua população em 2020 foi estimada em 14.109 habitantes.